# Smeeton Westerby
 (octobre 2023).
Smeeton Westerby est une paroisse civile et un village du Leicestershire, en Angleterre.
La gare la plus proche est celle de Market Harborough, à 8 km au sud-est.

## Démographie

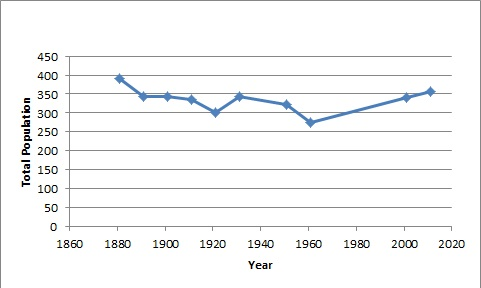
Population de Smeeton Westerby (paroisse civile), recensements de 1881 à 2011.

## Économie
En 1881, les hommes de Smeeton Westerby étaient soit ouvriers en habillement, soit dans l'agriculture, 30 personnes dans chaque domaine d'activité.